# Codice ATC H
Il codice ATC H del sistema endocrino è una sezione del sistema di classificazione Anatomico Terapeutico e Chimico, un sistema di codici alfanumerici sviluppato dall'OMS per la classificazione dei farmaci e altri prodotti medici.
Codici per uso veterinario (codici ATC) possono essere creati, attraverso una lettera Q posta di fronte al codice ATC umano: QH ...
Numeri nazionali della classificazione ATC possono includere codici aggiuntivi non presenti in questa lista, che segue la versione OMS.
H preparati ormonali sistemici, esclusi gli ormoni sessuali e insulina

H01 - ormoni ipofisari e ipotalamici e analoghi

H02 - Corticosteroidi per uso sistemico

H03 - Ormoni tiroidei

H04 - Ormoni pancreatici

H05 - omeostasi del calcio